# 六甲苯
六甲苯是一种碳氢化合物，化学式 {\displaystyle {\ce {C12H18}}}，结构式 {\displaystyle {\ce {C6(CH3)6}}}。它是由苯的六个氢原子都被甲基取代而生的化合物。1929年，凯瑟琳·朗斯代尔报告了六甲苯的晶体结构，证明苯环是平面六边形的，从而结束了关于苯的结构的持续争论。无论是对于X射线晶体学抑或研究芳香性的領域，這皆是一個具有歷史意義的成果。
六甲苯可以通过苯酚与甲醇在高温和合适的固体催化剂（如氧化铝）下反应而生成。这个反应的反应机理已被广泛研究， 過程中含有几种反应中间体的存在。在合适的催化剂存在下，二甲基乙炔的炔烃三聚也可生成六甲基苯。六甲基苯可以被氧化成苯六甲酸，后者的铝盐存在于稀有矿物蜜蠟石中。 六甲基苯也是有机金属化合物中的一种配體。其中一个例子是随着钌原子氧化态变化而改变结构的有机钌化合物，而这个变化不存在于对应的有机铁化合物中。
2016年，《应用化学》報告了六甲基苯双阳离子的晶體結構。顯示出的結構為五角錐形，其中一個碳原子與其他六个碳原子具有鍵合相互作用。这个结构是“空前未見的”，因为碳通常的最高化合价是四，而这也吸引了《新科学人》、《化学化工新闻》和《科学新闻》等的注意。这种结构並没有违反八隅体规则，因为这些碳-碳键不是两电子键。此結構在教學上可作為例子，说明碳原子“可以与四个以上的原子直接结合”。斯蒂芬·巴哈拉赫證明了六甲基苯双阳离子是超配位的，而不是超价分子，并解释了其芳香性。此类物种中的键合可以從有机金属化学的视角描述，此想法在1975年提出，緊隨{\displaystyle {\ce {C6(CH3)6^2+}}}的發現。

## 性质
六甲苯是一种芳香化合物，有六个π电子（符合休克尔规则）離域於整個環狀平面系统之上；六个环碳原子之中的每一个都是sp2 杂化並展現出平面三角形分子构型，而每一个甲基碳皆是sp3杂化並有著四面体形分子构型，与其经验结构的描述一致。六甲苯是一种无色到白色，正交晶系的晶体，熔点 165–166 °C，沸点 268 °C，密度1.0630 g cm−3。它不溶于水，但溶于有机溶剂，例如苯和乙醇。
矿物蜜蠟石是苯六甲酸的铝盐的水合物，化学式 {\displaystyle {\ce {Al2[C6(CO2)6]*16 H2O}}}。苯六甲酸本身可以从矿物中提取，随着還原反應而产生六甲苯。相反，六甲苯也可以被氧化成苯六甲酸：
六甲苯和氯甲烷、三氯化铝的超级亲电混合物（Meδ⊕Cl---δ⊖AlCl3的来源）会产生七甲苯阳离子，是最早被直接观察到的碳正离子之一。

### 结构
在1927年，凯瑟琳·朗斯代尔利用克里斯托夫·英果尔德提供的六甲苯晶體測定其晶体结构。 她將X射線繞射分析結果發表在《自然》期刊上。朗斯代尔在《晶體與X射線》（Crystals and X-Rays）一書中描述了該項研究，解釋指她意識到儘管六甲苯的单元格是三斜晶系，但其繞射圖案具有偽六邊形對稱性，這使得結構的可能性受到限制，足以讓她通過試錯法來產生結構模型。这项工作明确表明六甲苯是平面分子构型的，並且環内不同的碳-碳键距离皆為相同，为理解芳香性的性质提供重要证据。

## 制备
1880年，约瑟夫·阿希尔·勒贝尔和威廉·H·葛林报告了被形容“不平凡”的，由氯化锌催化的一鍋合成法，過程中從甲醇合成了六甲苯。在催化剂的熔点下（283 °C），反应的吉布斯能（ΔG）为−1090 kJ mol−1，反应如下：
{\displaystyle {\ce {15 CH3OH -> C6(CH3)6 + 3 CH4 + 15H2O}}}
勒贝勒和葛林提出了理論以解釋這個過程，內容涉及由甲醇脱水而成的亚甲基单元的芳香化，從而生成苯環，接著在原位用氯甲烷進行完全的傅-克甲基化。反应主要产生饱和烃的混合物，六甲苯为次要产物。六甲苯也是对二甲苯傅-克烷基化成均四甲苯的副产物，而通过烷基化均四甲苯或五甲苯产生的六甲苯皆有著可觀產率。
六甲苯通常在高温气相中通过固体催化剂下制备。早期制备六甲苯的方法包括使丙酮和甲醇蒸气的混合物在400 °C的氧化铝催化剂下反应。苯酚和甲醇在 410–440 °C 的乾燥二氧化碳氣體中也会产生六甲苯，尽管它是作为苯甲醚（甲氧基苯）、甲酚（甲基苯酚）和其他甲基化苯酚的複雜混合物的一部分而被生成。在《有機合成》收錄的制備方法中，甲醇和苯酚則在 530 °C的氧化铝催化剂下反应，產率約為66%，而在其他不同條件下進行的合成方法也有被報道。
這種表面介導反應的機制已被妥善地研究，研究的過程中着眼於如何更好地控制反應结果，特别是在尋找具有選擇性和受控的鄰位甲基化反應。苯甲醚和五甲苯皆被報告為此過程的反應中間體。华伦汀·科普秋格和同事发现，六甲基环己二烯酮的异构体（2,3,4,4,5,6-和2,3,4,5,6,6-）亦是反應中的中間體，经過重排反應而形成六甲苯。
2-丁炔三聚也可以生成六甲苯。此反应可被三苯基三(四氢呋喃)铬或四氯化钛與三异丁基铝的配合物催化。

## 用处
六甲苯可用作3He-NMR 光谱测试的溶剂。

## 反应
它會和苦基氯反應形成 1:1 加合物。
它亦會被三氟过氧乙酸或过氧化氢氧化，产生 2,3,4,5,6,6-六甲基-2,4-环己二烯酮：
就像苯本身一样，六甲苯中富含电子的芳香系统使其能在有机金属化学中充当配體。 甲基是推电子基，使得相对于苯，它将中心环的碱性提高六到七个数量级。有各种金属中心的这些配合物已被报告，包括钴、铬、铁、铼、铑、钌和钛。钴和铑和六甲苯化学式 {\displaystyle [{\text{M}}({\text{C}}_{6}({\text{CH}}_{3})_{6})_{2}]^{n+}} ({\displaystyle {\ce {M=Co, Fe, Rh, Ru}}}；{\displaystyle n=1,2}) 的夹心配合物阳离子，其中金属中心和两个芳烃的π电子结合，并且可以通过配体交换从适当的金属盐轻松合成，例如：
{\displaystyle {\ce {CoBr2 + 2 AlBr3 -> [Co(C6(CH3)6)2]^2+ + 2 AlBr4^-}}}
这些配合物可以参与氧化还原反应。铑和钴配合物的双阳离子可以用合适的活性金属（钴配合物用铝还原，铑配合物用锌还原）进行单电子还原，描述钴配合物的反应方程式如下：
{\displaystyle {\ce {3[Co(C6(CH3)6)2]^2+ + Al -> 3[Co(C6(CH3)6)2]+ + Al^3+}}}

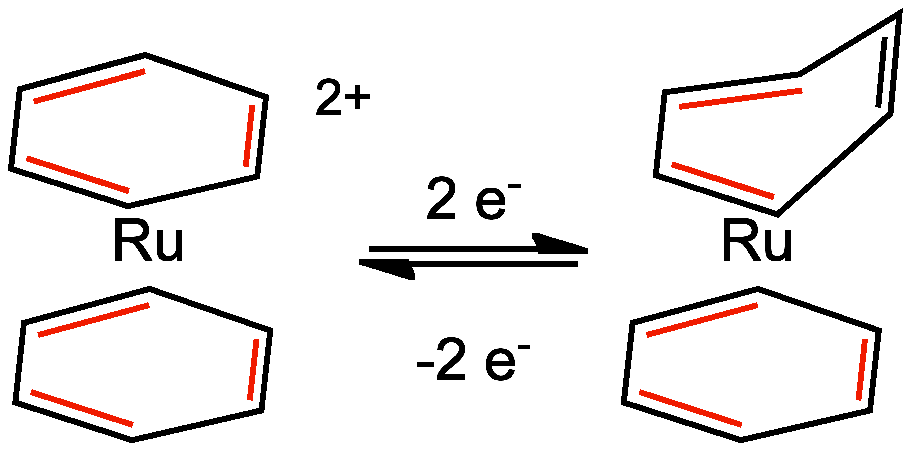
的结构变化
左：, [Ru(\eta^6 - C6(CH3)6)2]^2+
右：, [Ru^0 (\eta^4 - C6(CH3)6)(\eta^6 - C6(CH3)6)]
为清楚起见省略了甲基。与碳-钌键合相关的电子对是红色的

在有机钌化学中，双阳离子和电中性物种在乙腈中的还原电位为 −1.02 V，并且伴随着结构的变化。随着钌中心氧化态的变化，其中一个六甲苯配体的哈普托数会变化。{\displaystyle {\ce {[Ru(\eta^6 - C6(CH3)6)2]^2+}}} 会还原成 {\displaystyle {\ce {[Ru(\eta^4 - C6(CH3)6)(\eta^6 - C6(CH3)6)]}}}，它的结构变化是用来遵守18电子规则，增强稳定性。
类似的铁(II)配合物的单电子还原可逆（在乙醇水溶液中为−0.48 V），但双电子还原（−1.46 V）不可逆，表明它的结构变化不同于在钌配合物中发现的结构变化。

### 双阳离子

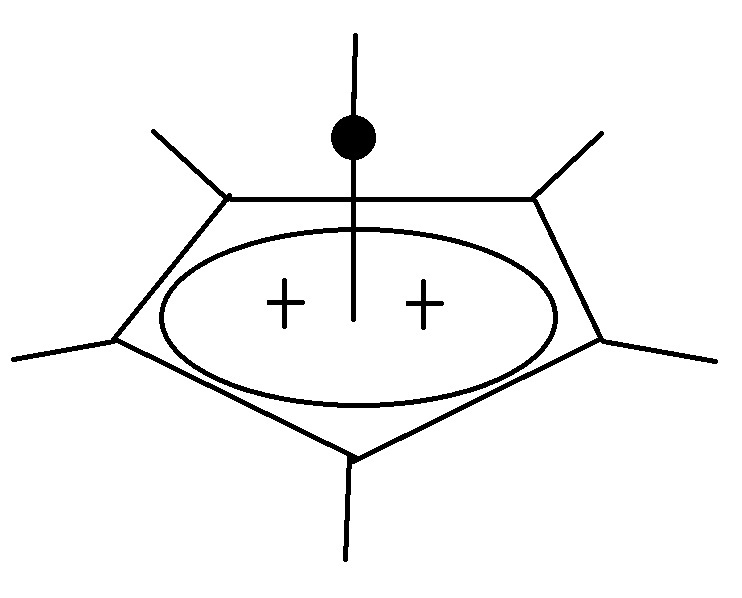
化学式 C6(CH3)6H+的锥型碳阳离子

{\displaystyle {\ce {C6(CH3)6H+}}}在1960年代对六甲基杜瓦苯的调查中首次报道，基于核磁共振的证据提出了五角錐结构，随后得到无序的晶体结构数据的支持。1970年代初期，由赫普克·霍赫芬领导的理论工作预测了五角錐形的双阳离子 {\displaystyle {\ce {C6(CH3)6^2+}}}的存在，并且该意见很快得到了实验证据的支持。对苯在极低温度（低于 4K）下的双电子氧化的光谱学研究表明，形成六边形的双阳离子，然后迅速重新排列成五角錐结构：

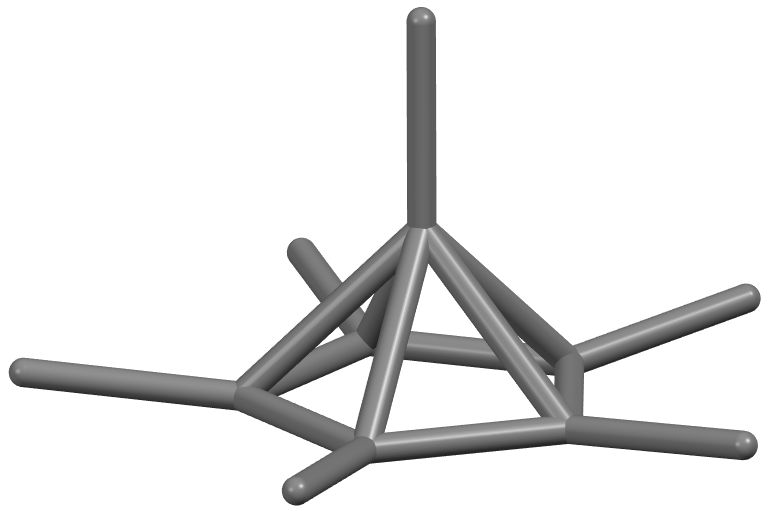
C6(CH3)6^2+有五角锥结构

一般預料六甲苯的雙電子氧化會令其重排為錐型碳陽離子，但以此方法試圖批量合成的嘗試皆沒有成功。然而，在2016年霍赫芬的方法受到了改進，連帶得出了{\displaystyle {\ce {[C6(CH3)6][SbF6]2 * HSO3F}}}的高質素晶體結構。它的锥高为 1.18 埃格斯特朗，五个甲基都略高于底面，形成反转的四面体构型。它的制备方法是六甲基杜瓦苯的环氧化物和魔酸反应，离去氧离子 ({\displaystyle {\ce {O^2-}}})，形成双阳离子：
儘管先前的間接光谱證據和理論計算均已表明它們的存在，但對於‘帶有一個僅與其他碳原子結合的六配位碳’的特殊化學物種所做的分離和結構測定仍是前所未有的，并吸引了《化学化工新闻》、《新科学人》、《科学新闻》和ZME Science评论。碳的化合价为四，而该例角锥顶点上的那个碳原子和六个原子键合，并不寻常。该分子是芳香性的，在五角錐的底部与其顶点之间的五个键中总共只有六个电子，可以避免违反八隅体规则。也就是说，五角錐的每个斜边只有部分键，而不是一个正常的共价键。尽管顶部的碳确实与六个原子键合，但它总共使用不超过八个电子。
注意形成双阳离子五角錐斜边的弱键（在结构中显示为虚线），它的键级约为 0.54，因此总键级为 5 × 0.54 + 1 = 3.7 < 4，所以此物种不是超价分子，但它是超配位分子。双阳离子中，有三種不同的碳-碳键，一則環上的鍵，具有芳香性；二則環到甲基的單鍵；三則斜边，是弱的部分键。其差異也反映在碳-碳键长中：环的碳-碳键长为 1.439–1.445 Å（最短），环到甲基的碳-碳键长为 1.479–1.489 Å（居中），而环到六配位碳的碳-碳键长为1.694–1.715 Å（最長）。从有机金属化学的角度来看，该物种可以被视为 {\displaystyle {\ce {[\eta^5 - C5(CH3)5 C(CH3)]}}}。此理解下，碳(IV)的中心 ({\displaystyle {\ce {C^4+}}})，與一个芳香性的 η5–环戊二烯阴离子（六个电子）和甲基阴离子（两个电子）鍵結，從而满足八隅体规则，类似于相关的气相有机锌化合物 {\displaystyle {\ce {[(\eta^5 - C5(CH3)5)Zn(CH3)]}}} ，其有同樣的配體键结到锌(II)中心({\displaystyle {\ce {Zn^2+}}})，符合18电子规则。
對其評論指出“虽然我们被教导碳只能有四个朋友，但碳其實可以與四个以上的原子相關聯，这一点非常重要”，評論並補充指“從我們一般認為碳-碳键是雙電子鍵的想法出發，碳原子並不會形成六個鍵。”“這一切都是關於讓化學家為無奇不有而感到驚訝的挑戰和可能性。”